# Dryas integrifolia
Dryas integrifolia – gatunek roślin z rodziny różowatych. Pospolity gatunek arktyczny. Występuje w północnej części Ameryki Północnej, od Alaski, przez Kanadę po Grenlandię.

## Morfologia
Krzewinka o wysokości od 10 do 17 cm. Łodygi płożące i rozgałęziające się horyzontalnie. Liście osadzone na pokrytych aksamitnymi lub wełnistymi włoskami ogonkach. Blaszka liściowa równowąska do lancetowatej, długości do 2,2 cm. Górna powierzchnia blaszki gładka, spodnia owłosiona. Łodyga kwiatowa bezlistna, pokryta długimi, wełnistymi włoskami. Na łodydze jeden kwiat z korona składającą się do 11 płatków barwy zwykle białej, czasem z żółtym lub kremowym cieniowaniem. W środku wiele pręcików zakończonych żółtymi pylnikami. Zalążnie początkowo małe, rosną do 2,5 cm, gdy owoc dojrzewa, pokrywając się pióropodobnym owłosieniem. Struktury te plączą się ze sobą tworząc kępki kłaczków, dzięki którym owoce mogą być rozsiewane przez wiatr.
Niektóre kwiaty wykazują heliotropizm, podczas gdy inne rosną zwrócone ku pozycji słońca w południe. Kwiaty zwrócone do słońca stanowią miejsce odpoczynku wielu owadów, będąc nieco cieplejszymi niż otaczające je środowisko.

## Ekologia
Gatunek wchodzi w symbiozę z promieniowcami, bakteriami wiążącymi azot. Tworzy także ektomykoryzę z grzybem Hebeloma cylindrosporum.
Roślina ta jest pospolita w wielu rejonach Arktyki i występuje w kilku zimnych i wilgotnych środowiskach. Rośnie na łąkach tundry, w dolinach rzecznych i na piarżystych zboczach. Ukorzenia się równie dobrze na skalistym jak i żwirowatym podłożu oraz potrafi rozwijać się na glebach o małej zawartości związków organicznych. Jest organizmem pionierskim wielu niegościnnych terenów. Prawdopodobnie skolonizowała duże obszary odsłonięte przez cofający się lądolód arktyczny. Gatunek ten jest dominantem kilku typów arktycznych siedlisk, gdzie bywa pierwszą rośliną zasiedlającą podłoże i staje się najobficiej występującą. Na wrzosowiskach Montany dominuje wspólnie z turzycami takimi jak Carex rupestris. W części Alaski współdominuje na krioturbacyjnych glebach z porostem Ochrolechia frigida, a na wilgotnych równinach nadbrzeżnych z turzycą Carex aquatilis.
Zdolność tej rośliny do kolonizacji odsłoniętych krajobrazów Arktyki może być wykorzystana do rekultywacji terenów pogórniczych. Dywany tych roślin mają tendencję do akumulacji materii organicznej, której to przyrost ma kluczowe znaczenie dla powodzenia rekultywacji.